# Villers-Grélot
Villers-Grélot település Franciaországban, Doubs megyében. Lakosainak száma 144 fő (2022. január 1.). Villers-Grélot La Tour-de-Sçay, Cendrey, Pouligney-Lusans, Le Puy, Rougemontot és Val-de-Roulans községekkel határos.

## Népesség
A település népessége az elmúlt években az alábbi módon változott:
| Lakosok száma | 73   | 101  | 103  | 150  | 154  | 157  | 152  | 148  | 146  | 144  |
|               | 1968 | 1982 | 1990 | 2006 | 2013 | 2015 | 2017 | 2019 | 2020 | 2022 |